# Seznam dílů seriálu Dark Matter
Toto je seznam dílů seriálu Dark Matter. Kanadský sci-fi televizní seriál Dark Matter měl premiéru na kanadské stanici Space.

## Přehled řad
| Řada | Díly | Premiéra v Kanadě | Premiéra v Kanadě |
| Řada | Díly | První díl         | Poslední díl      |
| ---- | ---- | ----------------- | ----------------- |
| 1    | 13   | 12. června 2015   | 28. srpna 2015    |
| 2    | 13   | 1. července 2016  | 16. září 2016     |
| 3    | 13   | 9. června 2016    | 25. srpna 2017    |

## Seznam dílů

### První řada (2015
| Č. v seriálu | Č. v řadě | Původní název    | Režie          | Scénář                        | Premiéra v Kanadě |
| ------------ | --------- | ---------------- | -------------- | ----------------------------- | ----------------- |
| 1            | 1         | Episode One      | TJ Scott       | Joseph Mallozzi a Paul Mullie | 12. června 2015   |
| 2            | 2         | Episode Two      | TJ Scott       | Joseph Mallozzi               | 19. června 2015   |
| 3            | 3         | Episode Three    | Paolo Barzman  | Martin Gero                   | 26. června 2015   |
| 4            | 4         | Episode Four     | Amanda Tapping | Joseph Mallozzi               | 3. července 2015  |
| 5            | 5         | Episode Five     | Lee Rose       | Paul Mullie                   | 10. července 2015 |
| 6            | 6         | Episode Six      | Ron Murphy     | Paul Mullie                   | 17. července 2015 |
| 7            | 7         | Episode Seven    | Bruce McDonald | Robert C. Cooper              | 24. července 2015 |
| 8            | 8         | Episode Eight    | TW Peacocke    | Trevor Finn                   | 31. července 2015 |
| 9            | 9         | Episode Nine     | Ron Murphy     | Joseph Mallozzi               | 7. srpna 2015     |
| 10           | 10        | Episode Ten      | John Stead     | Paul Mullie                   | 14. srpna 2015    |
| 11           | 11        | Episode Eleven   | Martin Wood    | Paul Mullie                   | 21. srpna 2015    |
| 12           | 12        | Episode Twelve   | Andy Mikita    | Joseph Mallozzi               | 28. srpna 2015    |
| 13           | 13        | Episode Thirteen | Andy Mikita    | Joseph Mallozzi a Paul Mullie | 28. srpna 2015    |

### Druhá řada (2016)
| Č. v seriálu | Č. v řadě | Původní název                             | Režie           | Scénář                        | Premiéra v Kanadě |
| ------------ | --------- | ----------------------------------------- | --------------- | ----------------------------- | ----------------- |
| 14           | 1         | Welcome to Your New Home                  | Amanda Tapping  | Paul Mullie                   | 1. července 2016  |
| 15           | 2         | Kill Them All                             | Bruce McDonald  | Joseph Mallozzi               | 8. července 2016  |
| 16           | 3         | I've Seen the Other Side of You           | Steve Dimarco   | Paul Mullie                   | 15. července 2016 |
| 17           | 4         | We Were Family                            | John Stead      | Joseph Mallozzi               | 22. července 2016 |
| 18           | 5         | We Voted Not to Space You                 | Ron Murphy      | Paul Mullie                   | 29. července 2016 |
| 19           | 6         | We Should Have Seen This Coming           | Bruce McDonald  | Robert C. Cooper              | 5. srpna 2016     |
| 20           | 7         | She's One of Them Now                     | Jason Priestley | Harley Peyton                 | 12. srpna 2016    |
| 21           | 8         | Stuff to Steal, People to Kill            | Andy Mikita     | Joseph Mallozzi               | 19. srpna 2016    |
| 22           | 9         | Going Out Fighting                        | Peter DeLuise   | Ivon Bartok                   | 26. srpna 2016    |
| 23           | 10        | Take the Shot                             | Paul Day        | Paul Mullie                   | 2. září 2016      |
| 24           | 11        | Wish I'd Spaced You When I Had the Chance | Mairzee Almas   | Joseph Mallozzi               | 9. září 2016      |
| 25           | 12        | Sometimes In Life You Don't Get to Choose | William Waring  | Joseph Mallozzi a Paul Mullie | 9. září 2016      |
| 26           | 13        | But First, We Save the Galaxy             | Ron Murphy      | Joseph Mallozzi a Paul Mullie | 16. září 2016     |

### Třetí řada (2017)
| Č. v seriálu | Č. v řadě | Původní název                   | Režie               | Scénář                        | Premiéra v Kanadě |
| ------------ | --------- | ------------------------------- | ------------------- | ----------------------------- | ----------------- |
| 27           | 1         | Being Better Is So Much Harder  | Ron Murphy          | Joseph Mallozzi               | 9. června 2017    |
| 28           | 2         | It Doesn't Have to Be Like This | Bruce McDonald      | Paul Mullie                   | 9. června 2017    |
| 29           | 3         | Welcome to the Revolution       | Steve DiMarco       | Joseph Mallozzi               | 16. června 2017   |
| 30           | 4         | All the Time in the World       | Ron Murphy          | Joseph Mallozzi               | 23. června 2017   |
| 31           | 5         | Give It Up, Princess            | J.B. Sugar          | Paul Mullie                   | 30. června 2017   |
| 32           | 6         | One Last Card To Play           | Gail Harvey         | Alison Hepburn                | 7. července 2017  |
| 33           | 7         | Wish I Could Believe You        | Paul Day            | Ivon Bartok                   | 14. července 2017 |
| 34           | 8         | Hot Chocolate                   | John Stead          | Lawren Bancroft-Wilson        | 21. července 2017 |
| 35           | 9         | Isn't That A Paradox?           | Craig David Wallace | Joseph Mallozzi a Paul Mullie | 28. července 2017 |
| 36           | 10        | Built, Not Born                 | Melanie Orr         | Joseph Mallozzi               | 4. srpna 2017     |
| 37           | 11        | The Dwarf Star Conspiracy       | Steve DiMarco       | Paul Mullie                   | 11. srpna 2017    |
| 38           | 12        | My Final Gift To You            | Bruce McDonald      | Joseph Mallozzi               | 18. srpna 2017    |
| 39           | 13        | Nowhere To Go                   | Ron Murphy          | Paul Mullie                   | 25. srpna 2017    |